# Hajji Bakr
Samīr ʿAbd Muḥammad al-Khalīfāwī, detto Ḥajjī Bakr (in arabo حجي بكر‎?; Iraq, tra il 1958 e il 1964 – Tal Rifaat, gennaio 2014), è stato un militare iracheno, poi convertitosi alla lotta armata gihadista takfirista.
Colonnello nell'Intelligence dell'Esercito iracheno all'epoca di Saddam Hussein, Samīr ʿAbd Muḥammad al-Khalīfāwī (Arabo سمير عبد محمد الخليفاوي, detto Ḥajjī Bakr) - a seguito dell'invasione dell'Iraq da parte degli Stati Uniti e dei suoi alleati - è passato dopo il 2003 a combattere nelle milizie armate di al-Qāʿida, per raggiungere infine quelle di Da'esh.

## Biografia
Samīr ʿAbd Muḥammad al-Khalīfāwī, militare di carriera all'epoca di Saddam Hussein, fu colonnello di Stato Maggiore al momento dell'invasione dell'Iraq da parte statunitense nel 2003 e avrebbe servito per un certo periodo nella Base aerea di al-Taqaddum. Secondo il giornale tedesco Der Spiegel, era ufficiale dei Servizi segreti dell'esercito iracheno, cosa tuttavia contestata da Romain Caillet, ricercatore presso l'Institut français du Proche-Orient.
Disoccupato a causa delle decisioni del governatore civile statunitense, Paul Bremer, dopo la disfatta dell'esercito iracheno, al-Khalīfāwī raggiunge il gruppo gihadista al-Jamāʿat al-Tawḥīd wa l-Jihād, guidato da Abu Mus'ab al-Zarqawi. Catturato nel 2006, trascorre due anni di prigionia a Camp Bucca e nella famigerata prigione di Abu Ghraib.
Liberato, si unisce a Da'esh, andando a integrare il Consiglio Militare. Si reca quindi in Siria all'inizio della guerra civile siriana e partecipa alla fondazione del Fronte al-Nusra, che allora era il braccio armato clandestino di Da'esh in Iraq, fino alla sua separazione avvenuta nel 2013.
Hajji Bakr svolge un ruolo importante nell'infiltrazione in Siria di quello che diventerà il cosiddetto Stato Islamico, specialmente nell'istituzione di cellule di spie nelle città e nei villaggi siriani e nelle spedizioni omicide e di rapiti scatenate dai gihadisti.
Nel gennaio del 2014 è ucciso nella sua città natale, a nord di Aleppo, da uomini dell'Esercito Siriano Libero. Sua moglie viene sequestrata e farà parte del personale rimesso in libertà solo a settembre, in cambio della liberazione di due diplomatici turchi rapiti da Da'esh a Mosul. · 